# Blackball

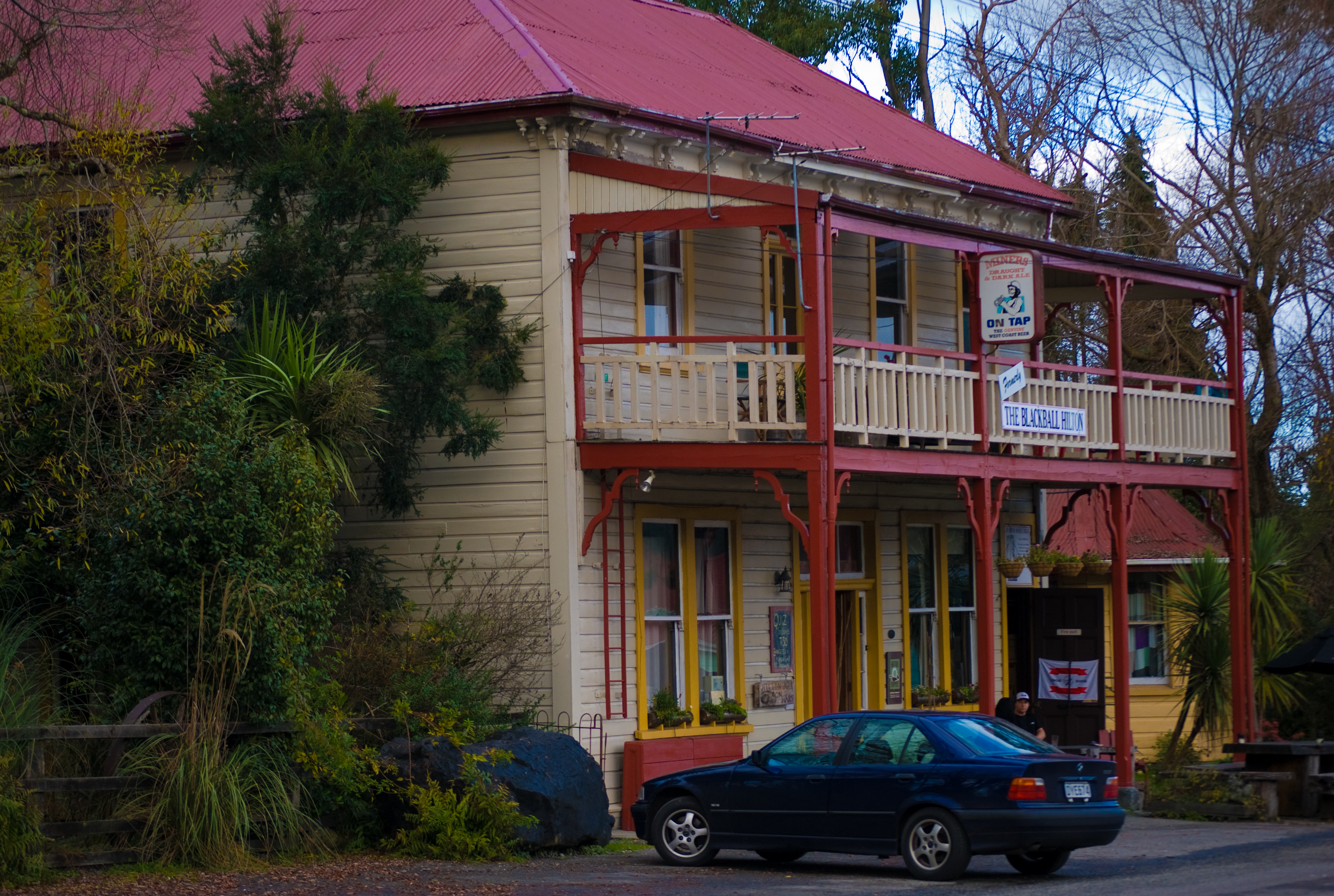
Hilton hotel

Blackball is een kleine plaats in de regio West Coast in Nieuw-Zeeland, ongeveer 29 km van Greymouth.

## Geschiedenis
Blackball is vernoemd naar de Black Ball Shipping Line, die een stuk land huurde voor de winst van kolen. Voorheen heette de plaats Joliffetown en Moonlight Gully. Blackball is de geboorteplaats van de New Zealand Labour Party die ontstond na de 10 weken durende mijnwerkersstaking van 1908. Ook in 1913 werd er volop gestaakt in Nieuw-Zeeland, de mijnwerkers uit Blackball waren de laatsten die weer aan de slag gingen. In 1925 verhuisde het hoofdkantoor van de Communistische Partij van Nieuw-Zeeland van Wellington naar Blackball. De kolenmijn sloot in 1964. Tegenwoordig bevindt zich in Blackball het Nieuw-Zeelandse museum voor arbeidersgeschiedenis.